# Moisson Montréal
Moisson Montréal est un organisme communautaire fondé en 1984 qui vise à un approvisionnement alimentaire optimal aux organismes communautaires desservant les personnes en difficulté de l’Île de Montréal.

## Histoire
Fondé en 1984 par Pierre Legault, Frédéric Sawyer, Brian Martin et Peter Gantous,. En 2018, Moisson Montréal desservait 241 organismes sur l'île de Montréal. Moisson Montréal s'est vu attribuer une cote de A en 2018 par Charity Intelligence parmi les organismes de son Top 100 canadien publié annuellement.

## Mission
Assurer un approvisionnement alimentaire optimal aux organismes communautaires desservant les personnes en difficulté de l’île de Montréal tout en participant au développement de solutions durables pour favoriser la sécurité alimentaire.

## Vision
La sécurité alimentaire, de façon durable.

## Valeurs
- Respect des personnes que nous sommes, que nous aidons, des confrères de travail, des bénévoles et des partenaires. Le respect, aussi, de notre environnement de travail et de l’environnement externe ;
- Intégrité dans toutes nos actions, agir dans le respect des principes d’honnêteté et de transparence ;
- Équité dans les décisions prises pour l’ensemble des partenaires et dans le partage des denrées, mais également entre nous, employés et bénévoles ;
- Entraide Aide naturelle et gratuite que nous nous portons mutuellement afin de remplir la mission de Moisson Montréal ;
- Engagement au quotidien, tous ensemble, liés dans la lutte contre la faim. Au service de nos organismes et pour le bénéfice de tous les Montréalais aux prises avec la faim.

## Action
- Recevoir, trier, entreposer et redistribuer des denrées périssables et non périssables
- Consolider le réseau de solidarité en assurant présence et écoute auprès des organismes bénéficiaires
- Proposer un lieu d’apprentissage et de développement stimulant pour les participants à divers programmes d’intégration sociale et à l’emploi
- Faire des dons sur leur site officiel